# Limia caymanensis
 Limia caymanensis  és un peix de la família dels pecílids i de l'ordre dels ciprinodontiformes.

## Morfologia
Els mascles poden assolir els 2,8 cm de longitud total i les femelles els 3,18.

## Distribució geogràfica
Es troba a les Illes Caiman.